# 藤木稟
藤木 稟（ふじき りん、1961年5月22日 -）は、日本の小説家、ホラー作家、推理作家。大阪府生まれ。歴史、シャーマニズム関係のノンフィクションを発表し1998年に小説家デビュー。その作品はミステリー、伝奇、ホラー、SF、児童書など幅広い。

## 作品リスト

### 単行本

#### 朱雀十五シリーズ
- 陀吉尼の紡ぐ糸（1998年1月 トクマ・ノベルズ ISBN 978-4198504090 / 2000年11月 徳間文庫【改訂新版】 ISBN 978-4198914110）
  - 【改題】陀吉尼の紡ぐ糸 探偵・朱雀十五の事件簿1（2012年10月 角川ホラー文庫 ISBN 978-4041003480）
- ハーメルンに哭く笛（1998年3月 トクマ・ノベルズ ISBN 978-4198504182 / 2001年10月 徳間文庫 ISBN 978-4198915957）
  - 【改題】ハーメルンに哭く笛 探偵・朱雀十五の事件簿2（2012年11月 角川ホラー文庫 ISBN 978-4041005774）
- 黄泉津比良坂、血祭りの館（1998年11月 トクマ・ノベルズ ISBN 978-4198504328 / 2003年6月 徳間文庫 ISBN 978-4198919023）
  - 【改題】黄泉津比良坂、血祭りの館 探偵・朱雀十五の事件簿3（2013年8月 角川ホラー文庫 ISBN 978-4041009741）
- 黄泉津比良坂、暗夜行路（1999年3月 トクマ・ノベルズ ISBN 978-4198504496 / 2004年9月 徳間文庫 ISBN 978-4198921279）
  - 【改題】黄泉津比良坂、暗夜行路 探偵・朱雀十五の事件簿4（2013年9月 角川ホラー文庫 ISBN 9784041010198）
- 大年神が彷徨う島（2000年3月 トクマ・ノベルズ ISBN 978-4198504939 / 2005年4月 徳間文庫 ISBN 978-4198922320）
  - 【改題】大年神が彷徨う島 探偵・朱雀十五の事件簿5（2014年10月 角川ホラー文庫 ISBN 978-4041019719）
- 上海幻夜 七色の万華鏡篇（2001年8月 トクマ・ノベルズ ISBN 978-4198505387） ※外伝
- 夢魔の棲まう処（2004年6月 トクマ・ノベルズ ISBN 978-4198506377）
- 暗闇神事 猿神の舞い（2005年10月 トクマ・ノベルズ ISBN 978-4198506797）
- 化身（2008年9月 トクマ・ノベルズ ISBN 978-4198508029）

#### 十二宮探偵シリーズ
- 殉教者は月に舞う 十二宮探偵朱雀 蟹座（2005年4月 カッパ・ノベルス ISBN 978-4334076092）
- 堕ちたイカロス 十二宮探偵朱雀 獅子座（2007年1月 カッパ・ノベルス ISBN 978-4334076467）

#### 陰陽師 鬼一法眼シリーズ
- 陰陽師 鬼一法眼 一之巻（2000年1月 カッパ・ノベルス ISBN 978-4334073732）
  - 【改題】陰陽師 鬼一法眼 義経怨霊篇（2003年1月 光文社文庫 ISBN 978-4334734299）
- 陰陽師 鬼一法眼 弐之巻（2000年12月 カッパ・ノベルス ISBN 978-4334074111）
  - 【改題】陰陽師 鬼一法眼 朝幕攻防篇（2003年9月 光文社文庫 ISBN 978-4334735487）
- 陰陽師 鬼一法眼 参之巻（2001年5月 カッパ・ノベルス ISBN 978-4334074272）
  - 【改題】陰陽師 鬼一法眼 今かぐや篇（2004年6月 光文社文庫 ISBN 978-4334736965）
- 陰陽師 鬼一法眼 切千役之巻（2002年3月 カッパ・ノベルス ISBN 978-4334074623）
- 陰陽師 鬼一法眼 鬼女之巻（2003年7月 カッパ・ノベルス ISBN 978-4334075286）
- 陰陽師 鬼一法眼 駕篭の鳥之巻（2006年1月 カッパ・ノベルス ISBN 978-4334076269）
- 陰陽師 鬼一法眼 ときじく之巻（2006年2月 カッパ・ノベルス ISBN 978-4334076283）

#### バチカン奇跡調査官シリーズ
- バチカン奇跡調査官（2007年12月 角川書店 ISBN 978-4048738231）
  - 【改題】バチカン奇跡調査官 黒の学院（2010年12月 角川ホラー文庫 ISBN 978-4044498023）
- バチカン奇跡調査官 Truth 2 サタンの裁き（2009年8月 角川書店 ISBN 978-4048739771）
  - 【改題】バチカン奇跡調査官 サタンの裁き（2011年1月 角川ホラー文庫 ISBN 978-4044498030）
- バチカン奇跡調査官 闇の黄金（2011年2月 角川ホラー文庫 ISBN 978-4044498047）
- バチカン奇跡調査官 千年王国のしらべ（2011年7月 角川ホラー文庫 ISBN 978-4044498054）
- バチカン奇跡調査官 血と薔薇と十字架（2011年10月 角川ホラー文庫 ISBN 978-4041000342）
- バチカン奇跡調査官 ラプラスの悪魔（2012年5月 角川ホラー文庫 ISBN 978-4041002063）
- バチカン奇跡調査官 天使と悪魔のゲーム（2012年12月 角川ホラー文庫 ISBN 978-4041006290）
  - 収録作品：日だまりのある所 / 天使と悪魔のゲーム / サウロ、闇を祓う手 / ファンダンゴ
- バチカン奇跡調査官 終末の聖母（2013年10月 角川ホラー文庫 ISBN 978-4041010501）
- バチカン奇跡調査官 月を呑む氷狼（2014年9月 角川ホラー文庫 ISBN 978-4041019696）
- バチカン奇跡調査官 原罪無き使徒達（2015年3月 角川ホラー文庫 ISBN 978-4041019689）
- バチカン奇跡調査官 独房の探偵（2015年6月 角川ホラー文庫 ISBN 978-4041029374）
  - 収録作品：シンフォニア天使の囁き / ペテロの椅子、天国の鍵 / 魔女のスープ / 独房の探偵
- バチカン奇跡調査官 悪魔達の宴（2015年10月 角川ホラー文庫 ISBN 978-4041029381）
- バチカン奇跡調査官 ソロモンの末裔（2016年2月 角川ホラー文庫 ISBN 978-4041029398）
- バチカン奇跡調査官 楽園の十字架（2016年12月 角川ホラー文庫 ISBN 978-4041049853）
- バチカン奇跡調査官 ゾンビ殺人事件（2017年2月 角川ホラー文庫 ISBN 978-4041049877）
  - 収録作品：チャイナタウン・ラプソディ / マギー・ウォーカーは眠らない / 絵画の描き方 / ゾンビ殺人事件
- バチカン奇跡調査官 二十七頭の象（2017年7月 角川ホラー文庫 ISBN 978-4041049884）
- バチカン奇跡調査官 ジェヴォーダンの鐘（2018年4月 角川ホラー文庫 ISBN 978-4041059753）
- バチカン奇跡調査官 天使と堕天使の交差点（2018年11月 角川ホラー文庫 ISBN 978-4041074480）
  - 収録作品：ベアトリーチェの踊り場 / 素敵な上司のお祝いに / マスカレード / シン博士とカルマの物語
- バチカン奇跡調査官 アダムの誘惑（2019年7月 角川ホラー文庫 ISBN 978-4041074473）
- バチカン奇跡調査官 王の中の王（2020年8月 角川ホラー文庫 ISBN 978-4041097922）
- バチカン奇跡調査官 三つの謎のフーガ（2020年12月 角川ホラー文庫 ISBN 978-4041108420）
  - 収録作品：透明人間殺人事件 / ダジャ・ナラーヤの遺言 / スパイダーマンの謎
- バチカン奇跡調査官 天使の群れの導く処（2021年7月 角川ホラー文庫 ISBN 978-4041115152）
- バチカン奇跡調査官 秘密の花園（2022年9月 角川ホラー文庫 ISBN 978-4041114414）
  - 収録作品：生霊殺人事件 / エレイン･シーモアの秘密の花園 / 迷い猫
- バチカン奇跡調査官 聖剣の預言（2023年8月 角川ホラー文庫 ISBN 978-4041133965）
- バチカン奇跡調査官 ウエイブスタンの怪物（2024年8月 角川ホラー文庫 ISBN 978-4041133972）
  - 収録作品：貧血の令嬢 / ウエイブスタンの怪物 / 受難のカーニバル / 番外編・遭遇者たち

#### CROOKシリーズ
- CROOK1（2001年10月 幻冬舎文庫 ISBN 978-4344401709）
- CROOK2（2001年12月 幻冬舎文庫 ISBN 978-4344401822）
- CROOK3（2002年2月 幻冬舎文庫 ISBN 978-4344402003）
- CROOK4（2002年3月 幻冬舎文庫 ISBN 978-4344402102）
- CROOK5（2002年4月 幻冬舎文庫 ISBN 978-4344402300）

#### 妖怪新聞社シリーズ
- こちら妖怪新聞社! 妖怪記者ミラ、誕生（2007年2月 青い鳥文庫 ISBN 978-4061487581）
- こちら妖怪新聞社! ミラvs.謎の聖王母教（2007年8月 青い鳥文庫 ISBN 978-4061487819）
- こちら妖怪新聞社! 白い狼と謎の火車（2008年4月 青い鳥文庫 ISBN 978-4062850209）
- こちら妖怪新聞社! 恐ろし山の秘密（2008年11月 青い鳥文庫 ISBN 978-4062850599）
- こちら妖怪新聞社! 妖魔鏡と悪夢の教室（2009年10月 青い鳥文庫 ISBN 978-4062851190）
- こちら妖怪新聞社! 『愛』との戦い（2010年2月 青い鳥文庫 ISBN 978-4062851374）
- こちら妖怪新聞社! 激突!伝説の退魔師（2010年7月 青い鳥文庫 ISBN 978-4062851602）
- こちら妖怪新聞社! 変幻自在の魔物（2011年4月 青い鳥文庫 ISBN 978-4062852074）
- こちら妖怪新聞社! 幽霊館の怪事件（2012年2月 青い鳥文庫 ISBN 978-4062852753）

#### その他
- イツロベ（1999年7月 講談社 ISBN 978-4062096874 / 2002年7月 講談社文庫 ISBN 978-4062734868）
- 鬼を斬る（2000年11月 祥伝社文庫 ISBN 978-4396328047）
- テンダーワールド（2001年6月 講談社 ISBN 978-4062103657 / 2004年6月 講談社文庫 ISBN 978-4062747837）
- オルタナティヴ・ラヴ（2002年6月 祥伝社 ISBN 978-4396207441）
  - 収録作品：ウーマンズフィーリング / 愛のイデア / 天使達の夜
- ヴァーチャル・ビースト Novel side（2003年10月 角川ビーンズ文庫 ISBN 978-4044498016） ※イラスト担当の星野和夏子によって同時期に漫画化（全2巻）される。
- エターナル・ラヴ（2004年2月 ノン・ノベル ISBN 978-4396207717）
- 眠れない夜のための短編集（2004年8月 新潮社 ISBN 978-4104696017）
- スクリーミング・ブルー（2000年8月 集英社 ISBN 978-4087752748 / 2005年9月 集英社文庫 ISBN 978-4087478648）
- 真夜中の商店街（2007年8月 講談社 ISBN 978-4062832106）
- アークトゥールス 全ての物語の完結と始まり（2009年6月 講談社 ISBN 978-4062155823）
- 太古の血脈（2009年10月 光文社 ISBN 978-4334926632）
- オペラ座の怪人・児童向け編訳（2019年1月 KADOKAWAｱｽｷｰﾒﾃﾞｨｱﾜｰｸｽ  ISBN 978-4048935135）

### アンソロジー
「」内が藤木稟の作品
- 鬼・鬼・鬼 伝奇アンソロジー（2002年4月 ノン・ノベル ISBN 978-4396207373）「鬼を斬る」
- 好きって、こわい？ 少女向けアンソロジー（2012年7月 講談社 ISBN 978-4062178112）「蛇喰い猫」
- 二十の悪夢 角川ホラー文庫創刊20周年記念アンソロジー（2013年10月 角川ホラー文庫 ISBN 978-4041010525）「母からの手紙」
- 笑い猫の５分間怪談 子供向けアンソロジー（2015年7月～ KADOKAWAｱｽｷｰﾒﾃﾞｨｱﾜｰｸｽ ISBN 978-4048656276）「まねきねこ」シリーズ